# سلسفي مكملي
السلسفي المكملي أو دَبَح المكمل (باللاتينية: Scorzonera mackmeliana) نوع نباتي ينتمي إلى جنس السلسفي من الفصيلة النجمية.

## الموئل والانتشار
موطنه بلاد الشام حيث ينتشر في جبل المكمل.